# ロマン・ヴォロビオフ
ロマン・ヴォロビオフ（Roman VOROBYOV、1984年3月24日 - ）は、ロシアの元サッカー選手。現役時代のポジションはミッドフィールダー。

## 来歴

### クラブ
FCゼニト・サンクトペテルブルクのアカデミー出身。FCファーケル・ヴォロネジでプロデビューして以降は、2010年に破産するまで3年間所属したサトゥルン・ラメンスコーエでのプレー以外は毎年のように所属チームを変えている流浪の選手である。

### 代表
ロシア代表としては、U-21代表では6試合の出場経験がある。2007年に所属していたFCヒムキでの活躍が評価され、8月22日のポーランド戦 (2-2) で代表デビュー。しばらく、出番がなかったが、2008年8月19日、アレクサンドル・アニュコフ、ディニャル・ビリャレトディノフが怪我による離脱で、1年ぶりに招集される。オランダ戦 (1-1) では残り時間3分ながらも2度目の出場を果たした。